# Vaitoare
Vaitoare es una comuna asociada de la comuna francesa de Tahaa que está situada en la subdivisión de Islas Australes, de la colectividad de ultramar de Polinesia Francesa.

## Composición
La comuna asociada de Vaitoare comprende una fracción de la isla de Tahaa y el motu más próximo a dicha fracción:
| Comuna asociada de Vaitoare  |                  |                  |                    |
| Fracción de la isla de Tahaa | Población (2012) | Superficie (km²) | Densidad (hab/km²) |
| Vaitoare                     | 420              | -                | -                  |
| Islote                       | Población (2012) | Superficie (km²) | Densidad (hab/km²) |
| Fatufatu                     | -                | -                | -                  |

## Demografía
| Gráfica de evolución demográfica de Vaitoare entre 1977 y 2012 |
|                                                                |

Fuente: Insee